# Pandanus gracilialatus
Pandanus gracilialatus är en enhjärtbladig växtart som beskrevs av Harold St.John. Pandanus gracilialatus ingår i släktet Pandanus och familjen Pandanaceae. Inga underarter finns listade.